# Ciorăști (okręg Vâlcea)
Ciorăști – wieś w Rumunii, w okręgu Vâlcea, w gminie Șirineasa. W 2011 roku liczyła 591 mieszkańców.